# Грешник из Толедо
«Грешник из Толедо» — рассказ русского писателя Антона Чехова, написанный в 1881 году и впервые опубликованный с подзаголовком «перевод с испанского» под псевдонимом «Антоша Ч.» в сдвоенном двадцать пятом и двадцать шестом номере художественно-юмористического журнала «Зритель». Разрешение цензурного комитета было получено 23 декабря.
В 1882 году Антон Павлович планировал напечатать рассказ в составе авторского сборника «Шалость». Для этого помимо стилистических правок из рассказа было убрано упоминание Христа: «и хвалился любовью ко Христу. Но может ли, не раз думала Мария, любить тот Христа, кто не любит человека?» Любые упоминания церкви и духовенства последовательно вычёркивались цензурой по всему сборнику. Сборник был отпечатан, но в итоге был не допущен цензурой.
По мнению литературоведов, рассказ был задуман как «стилизация, использующая экзотический испанский материал для раскрытия новеллы с неожиданным финалом». Произведение рассматривалось как пародия на определённый стиль. Подзаголовок, указывающий на перевод с другого языка, встречался в ряде рассказов Чехова и носил условный характер.
Описанные в рассказе «убийства и казни во имя Христа и ради исполнения абстрактного „долга“», по мнению, литературоведа Михаила Петровича Громова, перекликаются с ситуацией в России начала 1880-х годов, «временем резкого усиления реакции». Из письма журналиста и публициста Григория Захаровича Елисеева: «Там, на родине, наступила новая полоса жизни <…> как должны чувствовать себя молодые, которые, воспитав себя под другого рода веяниями и чаяниями, не видят теперь ничего около себя, кроме увеличивающейся кругом себя мерзости, и вместе с тем сознают свое полное бессилие сделать что-нибудь против неё?.. Можно скорее, судя по настоящему, думать, что мерзость, чем далее, тем более будет возрастать, а возможность действовать против неё — уменьшаться и дойти до нуля. Ужасное положение!»